# Abdellatif Kechiche
Abdellatif Kechiche (en arabe : عبد اللطيف كشيش), parfois appelé Abdel Kechiche, né le 7 décembre 1960 à Tunis, est un réalisateur, scénariste et acteur franco-tunisien.
Connu pour ses réalisations au style naturaliste, il a été récompensé plusieurs fois aux César du cinéma. En 2013, La Palme d'or lui est attribuée au Festival de Cannes pour La Vie d'Adèle, conjointement avec les deux interprètes principales du film, Adèle Exarchopoulos et Léa Seydoux.

## Biographie

### Débuts comme acteur
Né en Tunisie, Abdellatif Kechiche arrive avec ses parents à Nice à l'âge de six ans et grandit dans le quartier des Moulins. Enfant d'ouvriers, il est tôt confronté au racisme et au mépris de classe. Passionné de théâtre, il suit les cours d'art dramatique du Conservatoire d'Antibes. Il interprète plusieurs spectacles sur la Côte d'Azur, notamment une pièce de Federico Garcia Lorca en 1978 et une pièce d'Eduardo Manet l'année suivante. Il se consacre également à la mise en scène et présente au Festival d'Avignon L'Architecte en 1981.
Au cinéma, il obtient le premier rôle du Thé à la menthe d'Abdelkrim Bahloul, où il joue un jeune immigré algérien qui vit de petits vols[réf. nécessaire].
André Téchiné l'engage en 1987 dans Les Innocents où il incarne un gigolo face à Sandrine Bonnaire et Jean-Claude Brialy. Grâce à Bezness de Nouri Bouzid, il obtient le prix d'interprétation masculine du Festival de Namur en 1992.
Il rencontre la même année sa compagne, Ghalya Lacroix, qui collaborera à l'écriture et fera le montage de ses futures réalisations.

### Révélation critique comme réalisateur (années 2000)
Abdellatif Kechiche décide ensuite de passer derrière la caméra. Il écrit plusieurs scénarios qu'il tente de vendre sans succès. Mais le script de La Faute à Voltaire finit par séduire le producteur Jean-François Lepetit. Ce premier film se conçoit comme le portrait, simple et vibrant, d'un sans-papiers. Le jeune réalisateur y révèle sa capacité à observer la réalité quotidienne de déshérités ou de marginaux tout en développant un certain sens du romanesque et de la péripétie. On y décèle également son amour des acteurs et du jeu naturaliste grâce aux interprétations de Sami Bouajila et Élodie Bouchez. L'ensemble de ces qualités lui vaut le Lion d'or de la meilleure première œuvre à la Mostra de Venise en 2000.
En 2003, il écrit et réalise L'Esquive avec des acteurs débutants et un budget extrêmement réduit. Il y suit un groupe de lycéens de la banlieue parisienne qui répètent une pièce de Marivaux pour la classe de français. Cette œuvre sincère, qui cherche à rendre compte du mouvement hésitant de la séduction adolescente, brise les stéréotypes sur la jeunesse des cités. Le film remporte un succès honorable pour un film d'auteur sans acteurs connus ; il est salué par la critique comme l'un des grands films français de l'année 2004. À la surprise générale, il détrône à la 30e cérémonie des César les deux films favoris du public : Les Choristes de Christophe Barratier et Un long dimanche de fiançailles de Jean-Pierre Jeunet en gagnant quatre César importants : le César du meilleur espoir féminin pour la révélation Sara Forestier, et pour Kechiche les Césars du meilleur film, du meilleur réalisateur et du meilleur scénario.
Il met ensuite en scène en 2006 La Graine et le Mulet qui évoque le parcours d'un ouvrier d'origine maghrébine qui désire se reconvertir dans la restauration dans le port de Sète. Ce troisième opus du réalisateur met une fois encore en évidence son talent de peintre du quotidien et de conteur bienveillant, avec un côté proche du cinéma social. Il reçoit un accueil triomphal à la Mostra de Venise 2007, où il se voit décerner le grand prix du jury. La comédienne Hafsia Herzi obtient le prix de la meilleure jeune actrice. Après avoir obtenu le prix Louis-Delluc 2007, Kechiche remporte les quatre mêmes statuettes que L'Esquive, trois ans auparavant, dont celui du meilleur espoir féminin pour Hafsia Herzi. L'accueil critique est à l'unisson de la cérémonie, les Cahiers du cinéma voyant dans ce film l'expression d'un cinéma d'auteur populaire, à l'instar de celui Maurice Pialat. Le film fait un million d'entrées en France.
Son opus suivant, sélectionné à la Mostra de Venise 2010, s'intitule Vénus noire, en référence à la « Vénus Hottentote » (Saartjie Baartman). Il s'agit du premier film à costume et d'époque de son auteur, dans un contexte dérangeant face aux traitements faits au personnage. La réception critique est favorable, bien qu'aux César 2011, le film ne récolte qu'une seule nomination, au meilleur espoir féminin pour Yahima Torres. Le film est un échec commercial avec 200 000 entrées.

### La Vie d'Adèleet les polémiques (années 2010)
Il adapte (et produit avec sa récente société de production, Quat'sous Films) Le bleu est une couleur chaude, roman graphique de Jul' Maroh, sous le nom La Vie d'Adèle qui raconte l'histoire d'un amour passionnel sur plusieurs années entre deux jeunes femmes de milieux sociaux différents du Nord de la France. Le film est projeté au Festival de Cannes 2013 où il reçoit un accueil extrêmement élogieux de la critique française et internationale, qui parle de « chef-d'œuvre », et se voit décerner, à l'unanimité du jury présidé par Steven Spielberg, la Palme d'or pour laquelle il est donné grand favori depuis sa présentation,,. Par ailleurs, pour la première fois, la récompense est attribuée conjointement au metteur en scène et aux deux interprètes principales : Adèle Exarchopoulos et Léa Seydoux.

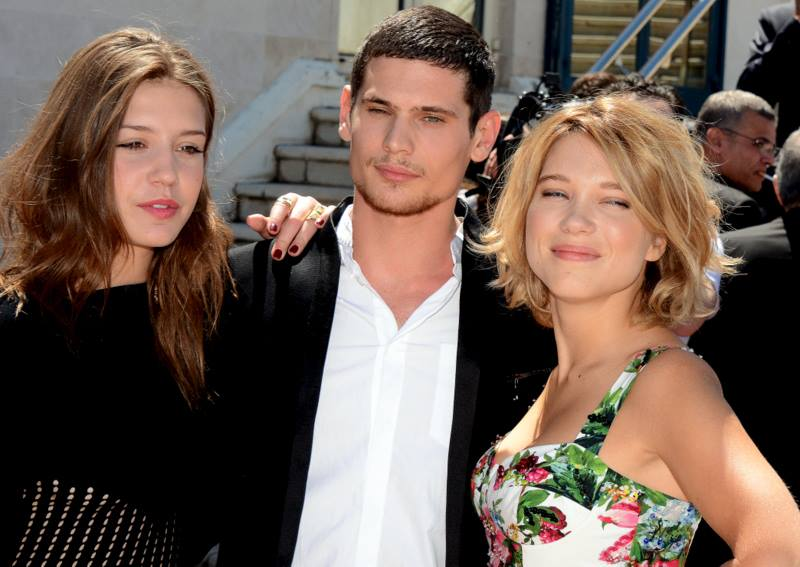
Casting de la Vie d'Adèle : Adèle Exarchopoulos, Jérémie Laheurte et Léa Seydoux (festival de Cannées 2013)

Cependant, le jour même de la projection cannoise, une polémique éclate à propos des conditions de travail sur le tournage : des techniciens accusent Kechiche, dans un communiqué de presse, de comportements « proches du harcèlement moral » et de bafouer le code du travail,. Quelques jours après, Jul' Maroh, l'auteur de la bande dessinée dont le film est inspiré, déplore la présence des scènes de sexe lesbien, jugées chirurgicales, démonstratives et crues, et ne témoignant d'aucun désir amoureux, puis indique sa déception quant au comportement méprisant adopté par Kechiche à son égard, puisque celui-ci a cessé de répondre à ses messages après la cession des droits d'adaptation, qu'il ne l'a pas invité à Cannes avec l'équipe du film et qu'il a omis de le mentionner lors de son discours de remerciement pour la palme. Les deux actrices principales, tout en louant les qualités du film et en affirmant être fières d'en avoir été les interprètes, s'épanchent quatre mois plus tard, en pleine promotion américaine, sur ce tournage qu'elles qualifient d'« horrible » et de « sans fin », insistant sur la « manipulation » que le cinéaste leur a fait subir et sur la violence dont il peut faire preuve sur un plateau. Le cinéaste est, comme Maurice Pialat, très exigeant sur le jeu des acteurs, en tournant énormément (il y a eu 750 heures de rushes pour La Vie d'Adèle).
La réaction consécutive très violente du réalisateur, dirigée contre Léa Seydoux uniquement, et la polémique, relancée et relayée dans les grands médias, se closent par une interview accordée à Télérama dans laquelle le cinéaste affirme que La Vie d'Adèle ne devrait pas sortir car « il a été trop sali »,. Fin octobre 2013, Kechiche publie une très longue tribune pour Rue89 par le biais de laquelle il accuse plusieurs personnalités du cinéma, dont Seydoux et les producteurs Jean-François Lepetit et Marin Karmitz, d'avoir instrumentalisé une controverse stérile visant à le diffamer et à empêcher le succès du film.
En dépit du contexte délétère, l'œuvre rassemble plus d'un million de spectateurs en salles et gagne le prix Louis-Delluc, le second pour Kechiche. Le film, en plus de ses projections acclamées aux Festivals de cinémas américains, est même nommé pour le BAFTA Award du meilleur film étranger et le Golden Globe du meilleur film étranger (mais pas pour l'Oscar équivalent, le film est sorti après la date d'éligibilité). Kechiche n'assiste pas à la cérémonie des César 2014, au cours de laquelle le film nommé huit fois se contente d'une seule récompense, celle du meilleur espoir féminin pour Adèle Exarchopoulos. La presse soupçonne un boycott des votants dû aux polémiques,,.
Le 16 janvier 2015, Abdellatif Kechiche est condamné à verser 180 000 euros à la société de production MK2, dirigée par Marin Karmitz, par le tribunal de grande instance de Paris. Les juges estiment en effet que le réalisateur a « commis des manquements à ses obligations contractuelles » envers MK2. Selon les termes du contrat signé en avril 2008 entre le réalisateur et la société de production, Abdellatif Kechiche s'était engagé « à proposer en exclusivité à la société MK2 (…) ses trois prochains films, dont Vénus Noire, alors en cours de réalisation », contre une rémunération de 270 000 euros. Mais la durée du premier film réalisé (2h42), ainsi que son échec commercial (212 000 entrées), détériorent les relations entre Abdellatif Kechiche et Marin Karmitz. Abdellatif Kechiche ne propose ainsi qu'un seul synopsis par la suite, Le Ministre, refusé par MK2, et collabore avec la société Wild Bunch pour la production de La Vie d'Adèle, contrevenant ainsi à la clause d'exclusivité dont bénéficiait MK2. Abdellatif Kechiche, qui accusait de son côté MK2 de « pressions, harcèlements, et agissements déloyaux » l'ayant « empêché de travailler pendant environ 4 ans », et réclamait 6,5 millions d'euros en « réparation », est entièrement débouté de ses demandes[réf. nécessaire].
À l'automne 2016, il tourne à Sète une libre adaptation du roman de François Bégaudeau, La Blessure, la vraie, sous le titre Mektoub, my love: canto uno, film qui se révèle être le premier volet d'un diptyque. Le film est présenté à la Mostra de Venise 2017 après des démêlés avec son producteur. Le film a totalisé 130 000 tickets vendus pour un budget avoisinant les 8 millions d'euros.
En mai 2019, son retour à Cannes en sélection officielle est annoncé avec le film Mektoub, my love: intermezzo. Le film clive largement la presse qui juge certaines scènes comme « pornographiques », et ne sort pas en salle en raison là encore d'un conflit avec son distributeur, Pathé. Mektoub My Love : Intermezzo reste encore en suspens, mais Abdellatif Kechiche continue de travailler sur sa saga Mektoub My Love, une trilogie ou quadrilogie, dont la quasi-intégralité a déjà été tournée.
Finalement, en 2025, le cinéaste, victime d'un AVC dans l'année, fait son retour avec Canto due au Festival de Locarno.

### Projets envisagés
Plusieurs projets sont évoqués depuis 2013 et évoluent selon les possibilités de production : une suite de La Vie d'Adèle, dont il assume la comparaison avec Antoine Doinel, un biopic sur Marilyn Chambers, une adaptation de la relation entre Héloïse et Abélard, un long-métrage sur Marguerite Porete intitulé Ineffable Amour ou Sœur Marguerite, une adaptation de la bande dessinée Carnets de thèse de Tiphaine Rivière en série télévisée pour Arte, ou un road-movie, L'Agneau de Dieu. Selon Midi libre, il aurait tourné un nouveau film à Sète qui pourrait être diffusé sous forme de série.

## Engagement personnel et politique
Invité à commenter le printemps arabe sur le site des Inrockuptibles le 12 février 2011, Abdellatif Kechiche appelle le peuple de France à se soulever à son tour contre l'injustice sociale, le mépris et l’humiliation des hommes : 

« Qu'elle est belle cette révolution. Comme beaucoup de gens, elle me grise. Parfois, j'ai le sentiment qu'elle vient de moi, qu’elle est l’expression de ma révolte face à l'injustice, qu'elle sort de mes propres tripes. C'est d'ailleurs plus une révolte des tripes que du jasmin, des roses ou de je ne sais quoi. C'est un véritable cri. Des hommes luttent, sacrifiant leur vie pour la dignité. [...] C'est une belle leçon à la planète entière. En même temps qu'une véritable claque aux intellectuels, politiques, et artistes, dont je suis, qui n'ont rien su ou pu faire pour changer les choses.
Je souhaite de tout mon être une longue vie à cette révolte populaire, qu’elle continue à faire des petits à travers le monde arabe, bien sûr, mais pas seulement. Je rêve de la voir se propager à toutes les dictatures, mais aussi à toutes les démocraties corrompues, partout où sévissent l'injustice sociale, le mépris et l’humiliation des hommes. Je rêve d’un soulèvement de nos banlieues. »

Lors de la cérémonie de remise de la Palme d'or décernée à son film La Vie d'Adèle présenté en compétition au Festival de Cannes 2013, Abdellatif Kechiche déclare :[réf. nécessaire]

« Je voudrais dédier ce prix et ce film à cette belle jeunesse de France qui m'a beaucoup appris sur l'esprit de liberté, de tolérance et du vivre ensemble, et je voudrais les dédier également à une autre jeunesse, celle de la révolution tunisienne, pour leur aspiration à vivre librement, s'exprimer librement, et s'aimer librement. »

Abdellatif Kechiche avait toutefois accepté à deux reprises d'être décoré par le régime Ben Ali, en 2005 puis à nouveau en 2008.
En 2013, il fait partie des très nombreuses personnalités du cinéma français à signer une pétition contre François Hollande puis Michel Sapin, son ministre du Travail, et Aurélie Filippetti, ministre de la Culture à la suite de leur décision de valider la convention collective signée par la CGT et quatre grands groupes (Pathé, Gaumont, UGC et MK2) pour que les techniciens soient mieux payés, qu'un nombre minimum de postes soient imposés pour chaque tournage et que les taux-horaires et les rémunérations soient mieux encadrés et régulés,.
En février 2014, alors qu'il se dit très à gauche et opposé à la politique sociale-libérale de François Hollande, il soutient la candidature à sa réélection du maire UMP sortant de Nice, Christian Estrosi, considérant que ce dernier est le meilleur rempart contre le Front national à l'échelon local,.
Inversement, en décembre 2015, il affirme préférer Marine Le Pen à Nicolas Sarkozy, jugeant que le FN est devenu « le représentant du peuple, des classes populaires ». Il ajoute : « On ne cesse de diaboliser [le FN] comme on a diabolisé en 1974 le Parti socialiste en disant qu'on risquait le retour des chars dans Paris », et dénonce la rhétorique du Premier ministre Manuel Valls : « il y a maintenant les élections régionales où on nous dit : "Il faut voter pour faire barrage, il faut empêcher le parti le plus populaire de s'exprimer". » Il précise cependant qu'il ne vote pas, estimant que « [sa] voix n'est portée par aucun parti ».
En 2017, dans une interview accordée à Nice-Matin, il annonce son intention de voter pour Philippe Poutou au premier tour de l'élection présidentielle, jugeant que Poutou est le candidat qui connaît le mieux la souffrance d'une classe sociale et qu'il fait preuve de sens du sacrifice en se présentant à une élection à laquelle ses chances de victoires sont quasi-nulles.

## Thématiques
Les films réalisés par Abdellatif Kechiche ont en commun un budget restreint, une intrigue sans emphase, un intérêt pour les thématiques sociales (l'immigration, la clandestinité, la banlieue) et une esthétique dépouillée (image numérique avec un cadre vacillant, caméra à l'épaule) proche de celle du documentaire ou du Free Cinema britannique dans la veine de Ken Loach[réf. nécessaire].
Privilégiant, dans son scénario et sa réalisation, les scènes de la vie quotidienne, banales, parfois insignifiantes, le cinéaste met l'accent sur le langage et les comportements codifiés du microcosme social. Beaucoup de ses comédiens, incarnant des « petites gens », sont amateurs ou peu connus du grand public, et les scènes dialoguées - en réalité écrites et préparées avec précision - cherchent volontiers à véhiculer un sentiment d'improvisation.
En parallèle, Kechiche montre dans sa narration un goût pour la surprise, et pour une certaine forme de suspense ou de rocambolesque à l'instar de l'épisode de la semoule oubliée par l'un des fils du protagoniste le soir de l'ouverture du restaurant dans La Graine et le Mulet[réf. nécessaire].

## Accusation d'agression sexuelle
En 2018, une  femme de 29 ans accuse Abdellatif Kechiche d'agressions sexuelles à la suite d’un dîner alcoolisé à Paris. Elle affirme « s'être réveillée sur le canapé », que « son pantalon était ouvert » et que le cinéaste « se livrait à des attouchements sur elle ». Le parquet de Paris  ouvre une enquête pour agression sexuelle. Selon l'avocat du réalisateur, « Abdellatif Kechiche conteste catégoriquement la véracité de ces accusations, émanant d'une personne qui n'a trouvé comme seul moyen de se faire connaître que celui de s'attribuer le statut de victime ». En mai 2020, l'affaire est classée sans suite pour « infraction insuffisamment caractérisée ».

## Filmographie

### Réalisateur et scénariste
- 2000 : La Faute à Voltaire
- 2004 : L'Esquive
- 2007 : La Graine et le Mulet
- 2010 : Vénus noire
- 2013 : La Vie d'Adèle
- 2017 : Mektoub, My Love: canto uno
- 2019 : Mektoub, My Love: intermezzo (uniquement présenté au Festival de Cannes)
- 2025 : Mektoub, My Love: canto due

### Acteur
- 1984 : Le Thé à la menthe d'Abdelkrim Bahloul : Hamou
- 1987 : Mutisme de Philippe Ayache
- 1987 : Les Innocents d'André Téchiné : Saïd
- 1991 : Bezness de Nouri Bouzid : Roufa
- 1991 : Un vampire au paradis d'Abdelkrim Bahloul : Blondin
- 1996 : Marteau rouge de Béatrice Plumet (court-métrage)
- 1997 : Le Secret de Polichinelle de Franck Landron
- 2002 : La Boîte magique de Ridha Behi : Raouf adulte
- 2007 : Sorry, Haters de Jeff Stanzler (en) : Ashade Mouhana

## Théâtre
- 1979-1980 : Un balcon sur les Andes d'Eduardo Manet, mise en scène Jean-Louis Thamin, Théâtre de Nice et Théâtre national de l'Odéon
- 1981 : mise en scène de L'Architecte et l'Empereur d'Assyrie de Fernando Arrabal, présenté au Festival d'Avignon
- 1982 : L'Échange de Paul Claudel, mise en scène Jean-Louis Thamin, Nouveau théâtre de Nice, Théâtre national de Strasbourg
- 1984-1985 : Fleurets mouchetés de Jean-Paul Aron, mise en scène Jean-Louis Thamin, Festival des jeux du théâtre de Sarlat, La Criée, Nouveau théâtre de Nice
- 1987-1988 : Monte Cristo d'après Alexandre Dumas, mise en scène Jacques Weber, Théâtre de Nice, Grande halle de la Villette

## Distinctions

### César du cinéma
- Grand Prix du film français 2003 : Festival International du Film Entrevues à Belfort - L'esquive.
- César 2005 : Meilleur film, Meilleur réalisateur et Meilleur scénario – L'Esquive
- César 2008 : Meilleur film, Meilleur réalisateur et Meilleur scénario original – La Graine et le Mulet
- César 2014 : Nomination au César du meilleur film, du meilleur réalisateur et de la meilleure adaptation – La Vie d'Adèle

### Festival de Cannes
- Festival de Cannes 2013 : Palme d'or et prix FIPRESCI de la Critique internationale – La Vie d'Adèle

### Mostra de Venise
- Mostra de Venise 2000 : Meilleure première œuvre – La Faute à Voltaire
- Mostra de Venise 2007 : Lion d'argent - Grand prix du jury – La Graine et le Mulet

### Autres
- Prix Louis-Delluc 2007 – La Graine et le Mulet
- Prix Méliès 2007 – La Graine et le Mulet
- Prix Lumières 2008 : Meilleur réalisateur – La Graine et le Mulet
- Étoiles d'or du cinéma français 2008 : Meilleur film, Meilleur réalisateur et Meilleur scénario – La Graine et le Mulet
- Prix Louis-Delluc 2013 – La Vie d'Adèle
- Prix du meilleur film français du syndicat de la critique de cinéma 2013 – La Vie d'Adèle
- Prix Lumières 2014 : Meilleur film et Meilleur réalisateur – La Vie d'Adèle
- Globe de cristal 2014 - Nommé dans la catégorie Meilleur Film pour La Vie d'Adèle
- Étoile d'or du cinéma français 2014 : Meilleur film et Meilleur réalisateur – La Vie d'Adèle
- Prix du meilleur film français du Syndicat français de la critique de cinéma 2018 : Mektoub my love : Canto Uno